# 태양 제국의 멸망
태양 제국의 멸망(The Royal Hunt of the Sun)은 피터 섀퍼가 쓴 1964년 희곡이다. 1964년 초연되었다. 16세기 에스파냐 정복자 피사로에 의해 잉카 제국이 몰락하는 과정을 그린 사극이다. 제국주의, 종교와 문화에 대한 주제를 다루고 있다. 피터 셰퍼의 가장 중요한 작품 중 하나로 알려져 있다.

## 개요
콜럼버스의 대서양 횡단 이후 수많은 유럽의 탐험가와 정복자들이 아메리카 대륙을 향했다. 프란시스코 피사로는 그중 한 명이다. 피사로가 ‘위대한 정복자’라는 소리를 듣게 된 것은 불과 167명의 소수 병력으로 당시 남미의 대제국이었던 잉카 제국을 정복했기 때문이었다. 잉카 제국은 완벽한 사회주의 체제를 갖춘 강력한 제국이었으나 언젠가 흰말을 탄 신이 와서 지배할 것이라는 전설을 믿고 있어서 저항하지 않고 멸망했다는 설이 있다. 바로 이 피사로의 잉카 제국 정복이라는 역사적 사건이 ＜태양 제국의 멸망＞의 줄거리다.
황금을 찾고 식민지를 얻기 위해 또 암흑의 세계에 기독교의 밝은 빛을 전하기 위해 모인 피사로의 탐험대는 스페인을 떠나 남미의 정글과 험준한 산을 넘어 잉카 제국에 들어선다. 잉카의 인간신, 아타후알파는 피사로 일행을 전설 속의 신으로 믿고 카하마르카에서 그들을 맞이하지만, 피사로는 그들을 살육하고 아타후알파를 포로로 잡는 다. 그의 몸값으로 황금을 요구한 피사로는, 자신이 신이라 믿고 있는 이 젊은 지배자와 얘기를 나누고 또 그가 통치하는 제국의 사회 제도를 보며 내적으로 갈등한다. 결국 피사로는 자신이 믿었던 유럽의 사회 제도, 가치관, 그리고 기독교에 회의를 품고 아타후알파를 이해하게 되지만, 부하들과 기독교 사제들의 압력 때문에 어쩔 수 없이 그를 처형한다.
1964년 치체스터 페스티벌에서 영국 국립극단의 시즌 첫 작품으로 공연되었는데, 존 덱스터의 천재적인 솜씨로 공연 예술의 모든 요소가 합쳐진 ‘총체 연극(Total Theatre)’의 진수를 보여 격찬을 받았다. 특히 피터 셰퍼의 이전 작품들에서 이런 큰 규모를 보지 못했던 비평가들은 완전히 이 작품에 매료되었다.